# Pietà-Fenster (Hôpital Laënnec)

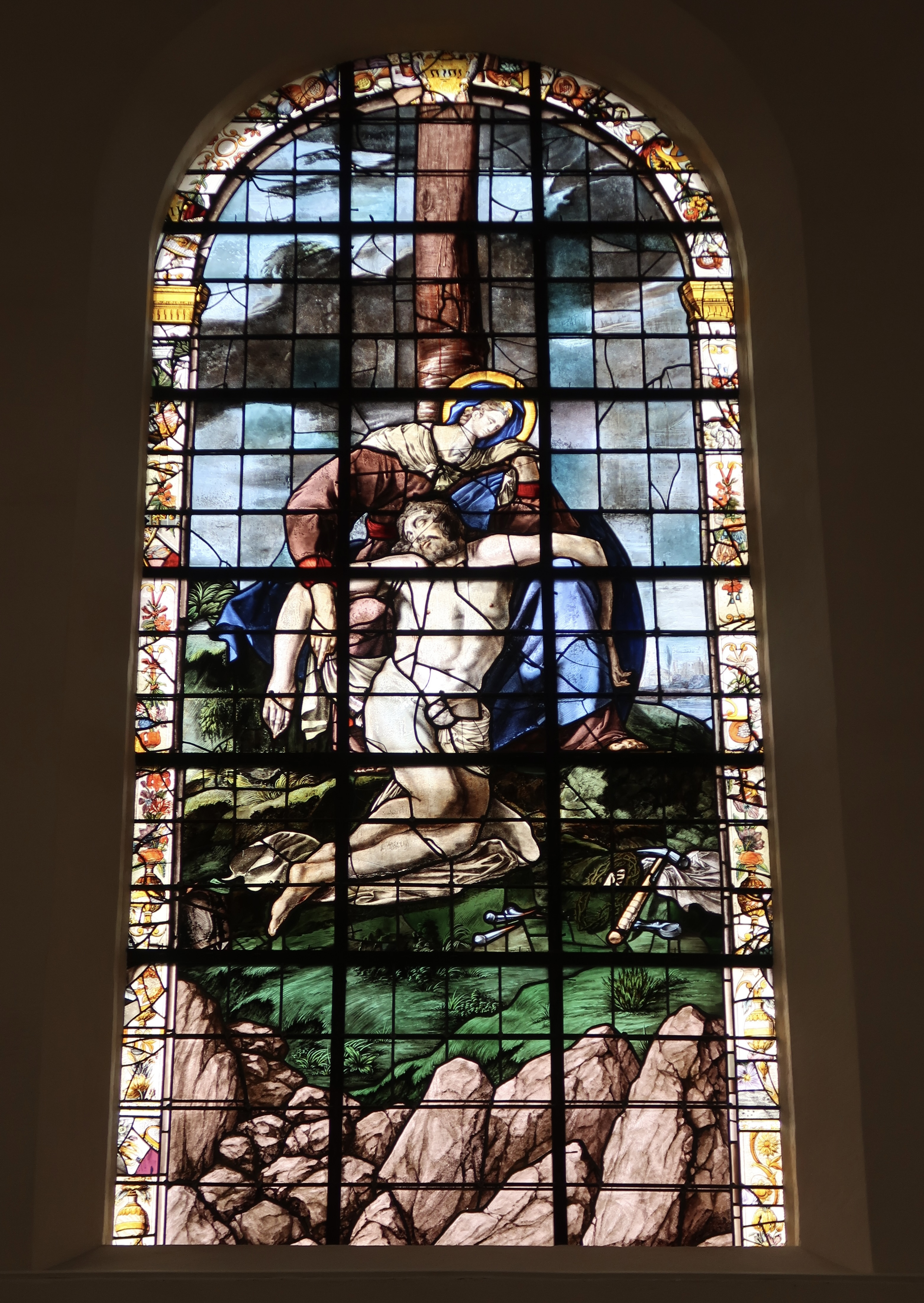
Pietà-Fenster in Paris

Das Pietà-Fenster in der Kapelle des Hôpital Laënnec, einem ehemaligen Krankenhaus in der Rue de Sèvres Nr. 42 in Paris, wurde im 17. Jahrhundert geschaffen.
Das 4,50 Meter hohe und 2,20 Meter breite Fenster stammt aus einer unbekannten Werkstatt. Es stellt Maria als Mater Dolorosa (Schmerzensmutter) mit dem Leichnam des vom Kreuz abgenommenen Jesus Christus dar, die sogenannte Pietà. Das Fenster ist am Rand mit einer Bordüre versehen, die aus Kandelabern und Blumen besteht.